# Thoropa
Thoropa es un género de ranas de la familia Cycloramphidae que se encuentra en el este y el sudeste de Brasil.

## Especies
Se reconocen las 6 siguientes según ASW:
- Thoropa lutzi Cochran, 1938
- Thoropa megatympanum Caramaschi & Sazima, 1984
- Thoropa miliaris (Spix, 1824)
- Thoropa petropolitana (Wandolleck, 1907)
- Thoropa saxatilis Cocroft & Heyer, 1988
- Thoropa taophora (Miranda Ribeiro, 1923)